# 松田鋼季
松田 鋼季（まつだ こうき、1985年2月22日 - ）は、北海道礼文郡礼文町出身のプロバスケットボール選手。ポジションはシューティングガード。身長185cm、体重85kg。